# 大吻長兔鮭
大吻長兔鮭（学名：Dolicholagus longirostris），為輻鰭魚綱水珍魚目小口兔鮭科的一種深海魚類，其种加词“longirostris”意为“长吻的”。分布於全球熱帶及亞熱帶海域，棲息深度200-945公尺，體長可達17.5公分，棲息在中層水域，成小群活動，以浮游生物為食，會進行垂直性洄游，生活習性不明。